# 박용오
박용오(朴容旿, 1937년 4월 29일(음력 3월 19일) ~ 2009년 11월 4일)는 대한민국의 기업인이다. 두산그룹 회장, KBO 총재 등을 역임했다.

## 생애
1937년 4월 29일, 박두병 두산그룹 초대 회장의 6남 1녀 중 2남으로 태어났다. 경기고등학교, 뉴욕 대학교를 나와 1965년 두산산업에 입사했다.
OB 베어스 구단주를 지내기도 한 박 전 회장은 1996 ~ 2005년 두산그룹 회장을 지내며, 두산그룹 경영전반을 진두지휘했다. 이어 1997년 전국경제인연합회 부회장과 1998년 KBO(KBO) 총재를 역임하는 등 활발한 대외활동을 펼쳤다. 2008년 성지건설을 인수했으나, 차남 박중원씨가 횡령 혐의로 구속되고 경영실적이 매우 좋지 않아, 굉장한 스트레스를 받았던 것으로 전해진다.
2009년 11월 4일, 향년 72세의 나이로 별세하였다. 유족들은 장례를 4일 가족장으로 치르기로 했다. 그는 그의 부인 고 최금숙 여사 옆에 합장되었다.

## 이력
- 1956년 경기고등학교 졸업
- 1964년 뉴욕 대학교 상대 경영학과 졸업
- 1965년 두산산업 입사
- 1974년 두산산업, 동양 맥주 전무이사
- 1977년 두산산업 부사장
- 1983년 OB 베어스 사장
- 1993년 두산상사 회장
- 1996~2005년 두산그룹 회장
- 1998~2005년 KBO(KBO) 12~14대 총재 (3선[3])
- 2005년 두산그룹 명예회장
- 2008~2009년 성지건설 회장[4][5]

## 수상
- 1979년 금탑산업훈장
- 1996년 한-스페인 민간공로훈장
- 벨기에 왕실 훈장
- 한국능률협회 '2003년 한국의 경영자 상'[6]

## 가족 관계
- 할아버지 박승직(1864년 - 1950년) - 별세
- 할머니 정정숙 - 별세
  - 아버지 박두병(1910년 - 1973년) - 별세
  - 어머니 명계춘(1913년 - 2008년) - 별세
    - 형님 박용곤(1932년 - 2019년) : 두산그룹 명예회장 - 별세
      - 조카 박정원(1962년 -) : 두산그룹 회장
      - 조카 박지원(1965년 -) : 두산에너빌리티 회장

    - 본인 박용오(1937년 - 2009년) - 별세
    - 부인 최금숙(1937년 - 2004년) - 별세
      - 장남 박경원(1964년 - )
      - 차남 박중원(1968년 - )

    - 동생 박용성(1940년 - ) 
      - 조카 박진원(1968년 - )
      - 조카 박석원

    - 동생 박용현(1943년 - ) : 연강재단 이사장
      - 조카 박태원(1969년 - )
      - 조카 박형원
      - 조카 박인원

    - 동생 박용만(1955년 - )
    - 제수 강신애
      - 조카 박서원
      - 조카 박재원

    - 동생 박용욱(1960년 - ) : 이생그룹 회장
    - 동생 박용언

  - 숙부 박우병
  - 숙부 박기병
  - 숙부 박규병